# Сухарне
Суха́рне (Сухарка) — один з районів Херсона, що утворився у першій половині XIX ст. на західній околиці міста, між р. Кошовою та Забалкою.
Назву району дали 50 хлібних печей під навісом, розташованих на околиці Херсона в кінці XVIII — на початку XIX ст. Тут готували сухарі для Чорноморського флоту та відправляли транспортними судами до Севастополя.
У теперішній час Сухарне розташоване в межах вулиць Овражної та Садової — зі сходу, вул. Фритаун (Степова) — з півночі, залізничними коліями — з заходу та берегом р. Кошової — з півдня.

## Історія

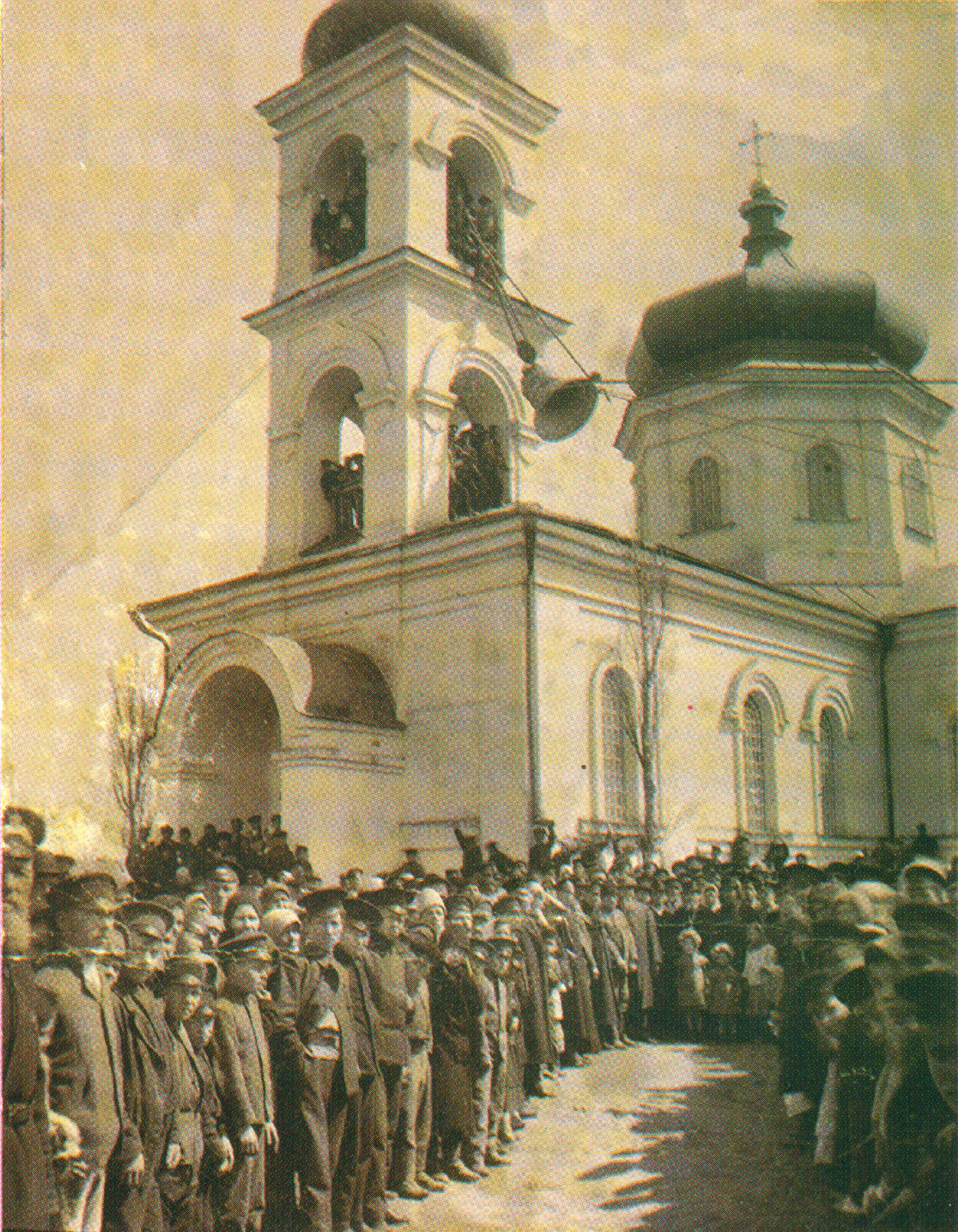
Храм Стрітення Господнього, поч. ХХ ст.

З початку заселення цього району жителі прагнули селитися ближче до річки Кошової. Річка поїла, годувала та обігрівала людей. Селилися тут переважно селяни-бідняки, вихідці з навколишніх сіл, у пошуках роботи на підприємствах міста, в порту, на поденщині. Жили в тяжких умовах — тулилися в приземистих мазанках і сирих землянках, побудованих з очерету і глини, дахи були вкриті очеретом. У старі часи як паливо і будівельний матеріал служив очерет з придніпровських плавнів, який вживали замість дров та вугілля. Восени і зимою вулиці утопали в болотяному багні.
У дореволюційні часи Сухарне налічувало всього 2-3 тисячі чоловік населення, а межі його від балки доходили до вулиці Крайньої (тепер вул. Василя Стуса (Енгельса) та з півдня від річки Кошової, де в обриві розташовувалися два цегляно-черепичні заводи — Бейля та Бобровничого — до церкви на півночі. Далі йшли пустирі.
Сухарне вкрай бідне історичними та архітектурними пам'ятками. Єдиною пам'яткою архітектури тут є Собор Стрітення Господнього (або, як ще його називають — Сухарницька церква), яка була побудована в стилі неокласицизму та освячена в день Стрітення Господнього — 2 лютого 1889 року.